# Potentilla caulescens
Espèce
Classification phylogénétique
Potentilla caulescens, aussi appelée Potentille à tiges courtes, est une espèce de plantes à fleurs de la famille des Rosacées et du genre Potentilla.

## Étymologie
Le nom de cette plante viendrait de ses remarquables propriétés médicinales qui sont connues depuis l'Antiquité. Le terme Potens en latin désigne quelque chose de puissant, en effet cette famille de plantes est connue pour ses propriétés toniques. Quant au terme caulescens, il signifie « qui pousse en tige ».

## Description
C'est une petite plante herbacée vivace d'aspect velu mesure entre 10 et 30 centimètres. Au toucher, elle paraît soyeuse, sa souche est d'aspect ligneux. Les racines secondaires partent de rhizomes. Les feuilles radicales sont profondément pennées, divisées en cinq à sept segments (appelés folioles), de forme ovale ou oblongue.
Elle fleurit de juin à septembre. Ses fleurs sont blanches et disposées en corymbes serrés.

## Habitat
En France, cette plante se trouve dans les zones rocheuses des montagnes calcaires de l'Est et du Midi. Il est aussi possible de la trouver dans les Alpes, les causses des Cévennes, le Jura et les Pyrénées. L'altitude à laquelle cette plante se développe est comprise entre 500 et 2 000 mètres.